# Ташкент-Південний (вокзал)
Ташкент-Південний (узб. Toshkent-Janubiy) - залізнична станція Узбекистанської залізниці, розташована в столиці Узбекистану, Ташкенті.
З вокзалу відправляються внутрішньодержавні рейси та приміські електропоїзди.

## Історія
Зона міста, де знаходиться вокзал, до 1960-х років фактично була заміською та була забудована переважно дачами, а також приватними будинками. У 1960-х ця зона почала інтенсивно забудовуватися, і було вирішено збудувати в ній залізничний вокзал. Будівництво вокзалу зменшило завантаженість станції Ташкент-Пасажирський.
Південний вокзал Ташкента почав роботу в 1963 році, а через 9 років після будівництва лінії від Кунграда до Бейнеу, яка пов'язала Узбецьку РСР та центральні регіони держави, почав приймати набагато більшу кількість поїздів. У 1980-х роках вокзал приймав велику кількість поїздів, пасажирське сполучення включало маршрути на міста Самарканд, Карші, Термез, Бухара, Нукус, а також в Хорезмську область, Туркменську РСР і на Кавказ. 1985 року був капітально реконструйований. До кінця цього десятиліття став важливим транспортним вузлом, поблизу були автостанція, ринок та зупинка трамваю.
У 2018 році вокзал був капітально реконструйований відповідно до сучасних вимог і введений в експлуатацію 4 квітня.
Залізнична станція може одночасно обслуговувати до 500 пасажирів.
Станція, каса та територія вокзалу оснащені 170 відеокамерами.
Загальна площа вокзалу становить 9,2 га, на вокзалі 3 перони довжиною 650 метрів.